# Port lotniczy Nadi
Port lotniczy Nadi – międzynarodowy port lotniczy położony w Nadi. Jest największym portem lotniczym na Fidżi i głównym węzłem linii lotniczych Air Pacific.

## Linie lotnicze i połączenia
- Aircalin (Numea, Wallis/Futuna)
- Air Fiji(inne języki) (Labasa, Malololailai, Mana, Savusavu, Suva, Taveuni)
- Air New Zealand (Auckland, Rarotonga)
- Air Niugini (Port Moresby, Honiara)
- Air Pacific (Apia, Auckland, Brisbane, Christchurch, Funafuti, Honiara, Honolulu, Kiritimati, Los Angeles, Melbourne, Nukuʻalofa, Port Vila, Suva, Sydney, Tarawa, Tokio-Narita, Vancouver)
- Air Vanuatu (Port Vila)
- Korean Air (Seul-Incheon)
- Solomon Airlines (Espiritu Santo)
- Pacific Sun (Kadavu, Labasa, Malololailai, Mana, Savusavu, Suva, Taveuni)
- Virgin Blue
  - Pacific Blue (Sydney, Brisbane)